# Višnjica (Republika Serbska)
Višnjica (cyr. Вишњица) – wieś w Bośni i Hercegowinie, w Republice Serbskiej, w gminie Milići. W 2013 roku liczyła 21 mieszkańców.